# Bomba (arma)
Una bomba és una arma explosiva que allibera de cop una gran energia. Pot ser convencional, de dispersió o nuclear. Segons el dispositiu d'activació, pot ser per control remot, a mà (com la granada) o usant un vehicle (com els avions). S'anomena bomba bruta si al marge dels danys causats per l'ona expansiva causada per la seva detonació, allibera substàncies químiques capaces de ferir o matar persones o contaminar fatalment el medi ambient.
Moltes bombes de dispersió alliberen trossos de metall explosius que poden quedar com a mines antipersona durant anys sobre el terreny, activant-se per contacte. D'aquesta manera la seva capacitat mortífera s'estén més enllà de l'impacte inicial (sovint fins i tot quan el conflicte que ha provocat el seu llançament ha cessat). Noruega lidera la Coalició contra les Bombes de Dispersió.

## Història

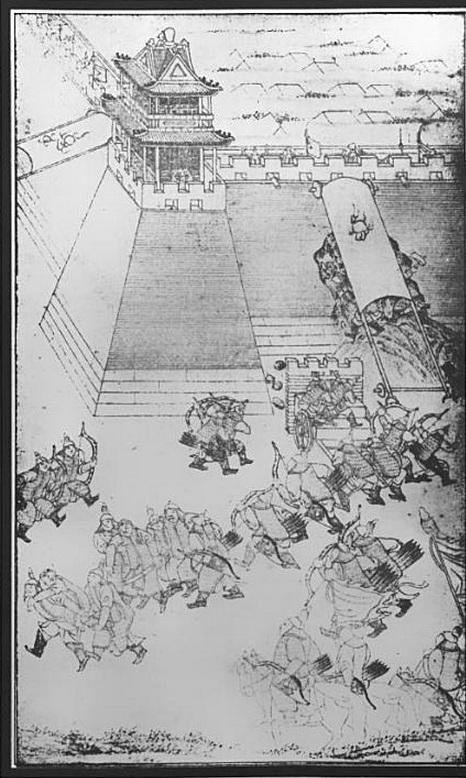
Una il·lustració que representa les primeres bombes llançades contra les escales d'assalt manxús durant el setge de Ningyuan, del llibre Thai Tsu Shih Lu Thu (Registres Veritables del Gran Antecessor) escrit en 1635. Les bombes es coneixen com a "bombes de tro".

En 1221, un exèrcit de Jurxen Jin va utilitzar bombes explosives a l'est d'Àsia contra una ciutat xinesa de Song. Les bombes construïdes amb tubs de bambú apareixen al segle xi. Les bombes fetes de projectils de ferro colat plens de pólvora explosiva daten de la Xina del segle xiii. El terme va ser encunyat per a aquesta bomba (és a dir, "bomba de tro") durant una batalla naval de la dinastia Jin (1115-1234) de 1231 contra els mongols.

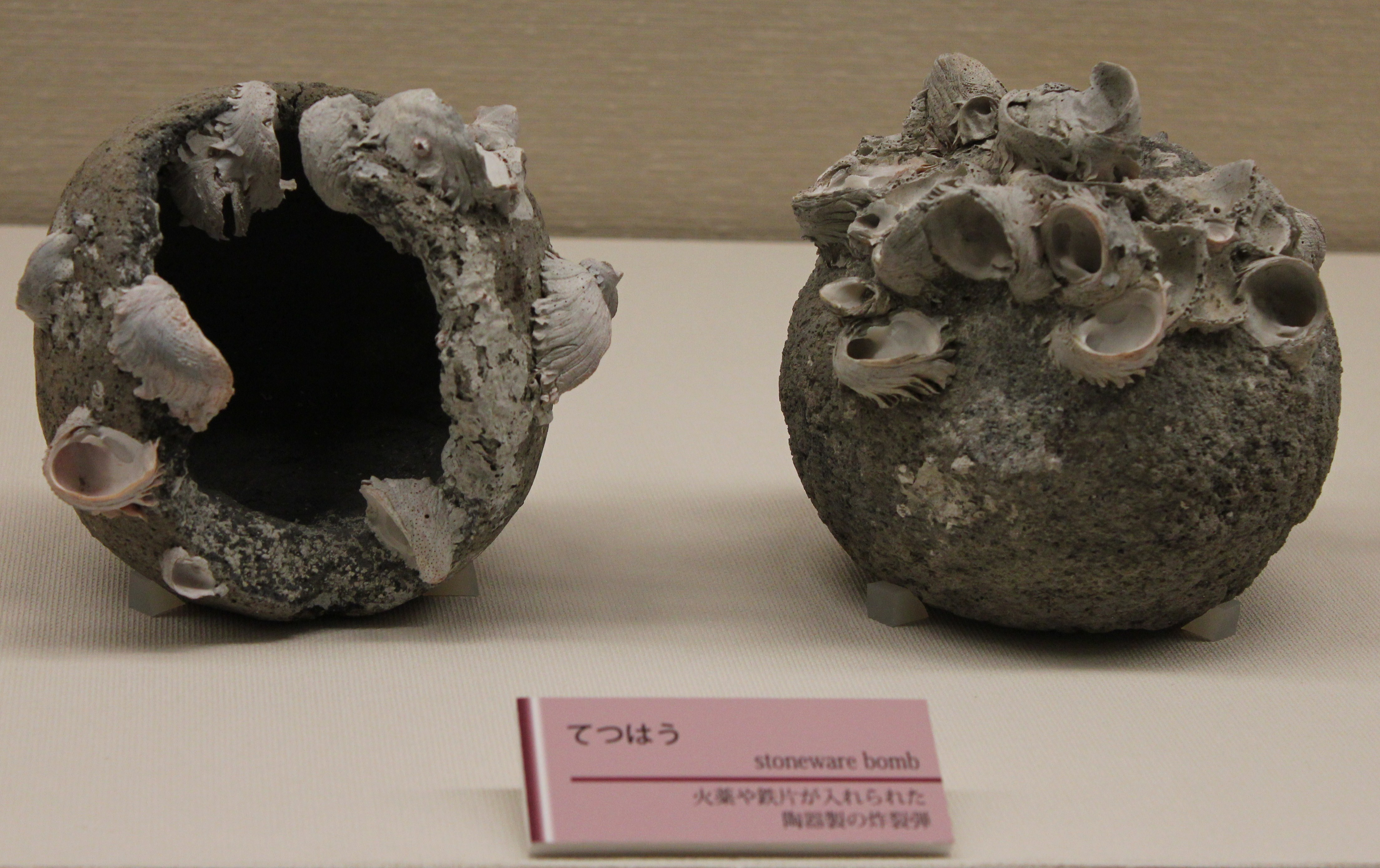
Bombes de xoc de trons de les invasions mongoles del Japó (segle XIII) que van ser excavades en un naufragi prop de Takashim, Japó.

La Història de Jin《金 史》 (compilada per 1345) estableix que en 1232, quan el general mongol Subutai (1176-1248) va descendir sobre el bastió de Jin de Kaifeng, els defensors tenien una "bomba de xoc" que "consistia en pólvora col·locada en un recipient de ferro ... després quan es va encendre la metxa (i el projectil es va disparar) va haver-hi una gran explosió el soroll de la qual va ser com un tro, audible per més de trenta milles, i la vegetació va ser cremada i arruïnada per la calor sobre una àrea de més de la meitat d'un mou. Quan es va colpejar, fins i tot l'armadura de ferro estava bastant perforada ".
El funcionari de la dinastia Song (960-1279) Li Zengbo va escriure en 1257 que els arsenals haurien de tenir diversos centenars de milers de projectils de bombes de ferro disponibles i que quan ell estava en Jingzhou, es produïen al voltant d'un a dos mil cada mes per a l'enviament per Xiangyang i Yingzhou de deu a vint mil en un temps. El text Huolongjing de la dinastia Ming descriu l'ús de bombes de pólvora verinoses, inclosa la bomba de "vent i pols".
Durant les invasions mongoles del Japó, els mongols van utilitzar les explosives "bombes de tro" contra els japonesos. La Societat d'Arqueologia Submarina de Kyushu Okinawa va descobrir evidència arqueològica de les "bombes de tro" en un naufragi submarí davant de la costa del Japó. Les radiografies realitzades per científics japonesos dels projectils excavats van confirmar que contenien pólvora.

## Ona de xoc
Les ones de xoc explosives poden causar situacions com el desplaçament del cos (és a dir, persones llançades a l'aire), desmembrament, hemorràgia interna i trencament de timpans.
Les ones de xoc produïdes per esdeveniments explosius tenen dos components diferents, l'ona positiva i la negativa. L'ona positiva empeny cap a fora des del punt de detonació, seguida per l'espai de buit que s'arrossega cap al punt d'origen quan la bombolla de xoc col·lapsa. La major defensa contra les lesions per xoc és la distància de la font del xoc. Com a punt de referència, la sobrepressió en el bombardeig de la ciutat d'Oklahoma es va estimar en el rang de 28 MPa.

## Calor
Una ona tèrmica es crea per l'alliberament sobtat de calor causada per una explosió. Les proves de bombes militars han documentat temperatures de fins a 2.480 °C. Tot i que és capaç d'infligir cremades severes a catastròfiques i causar incendis secundaris, els efectes de les ones tèrmiques es consideren molt limitats en comparació de l'impacte i la fragmentació. No obstant això, aquesta regla ha estat desafiada pel desenvolupament militar d'armes termobàriques, que empren una combinació d'efectes negatius d'ones de xoc i temperatures extremes per incinerar objectes dins del radi d'explosió. Això seria fatal per als humans, com han demostrat les proves de bombes.

## Fragmentació

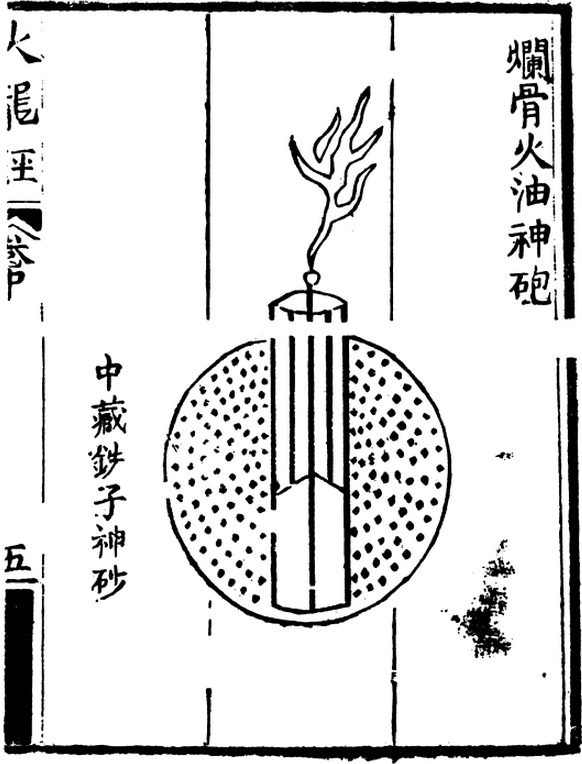
Una il·lustració d'una bomba de fragmentació del text Huolongjing de la dinastia Ming del segle XIV. Els punts negres representen boletes de ferro.

La fragmentació es produeix per l'acceleració de peces trencades de la carcassa de la bomba i els objectes físics adjacents. L'ús de fragmentació en bombes data del segle xiv i apareix en el text Huolongjing de la dinastia Ming. Les bombes de fragmentació s'omplien de boletes de ferro i trossos de porcellana trencada. Una vegada que la bomba explota, els fragments resultants són capaços de perforar la pell i encegar als soldats enemics.
Encara que convencionalment es veu com a petits fragments de metall que es mouen a velocitats supersòniques i hipersòniques, la fragmentació pot ocórrer en proporcions èpiques i viatjar a grans distàncies. Quan el SS Grandcamp va explotar en el desastre de la ciutat de Texas el 16 d'abril de 1947, un fragment d'aquesta explosió va ser un ancora de dues tones que va ser llançada gairebé tres quilòmetres terra endins per incrustar-se en l'estacionament de la refineria Pan American.

## Tipus de bombes
- Bombes convencionals.
- Bombes dispersives, plenes de submunicions.
- Bombes NBQ (Nuclear/bioquímica). Les bombes nuclears depenen d'una reacció de fusió nuclear o de fissió nuclear.

Cal distingir també entre bombes casolanes i bombes fabricades en sèrie. Les últimes es fabriquen en massa i segueixen uns estàndards en els seus components. Les bombes casolanes usen diferents tipus d'explosius i detonadors, també se'ls anomena explosius improvisats.
Actualment la bomba més destructiva és la bomba d'hidrogen (bomba termonuclear), seguida de la bomba atòmica.

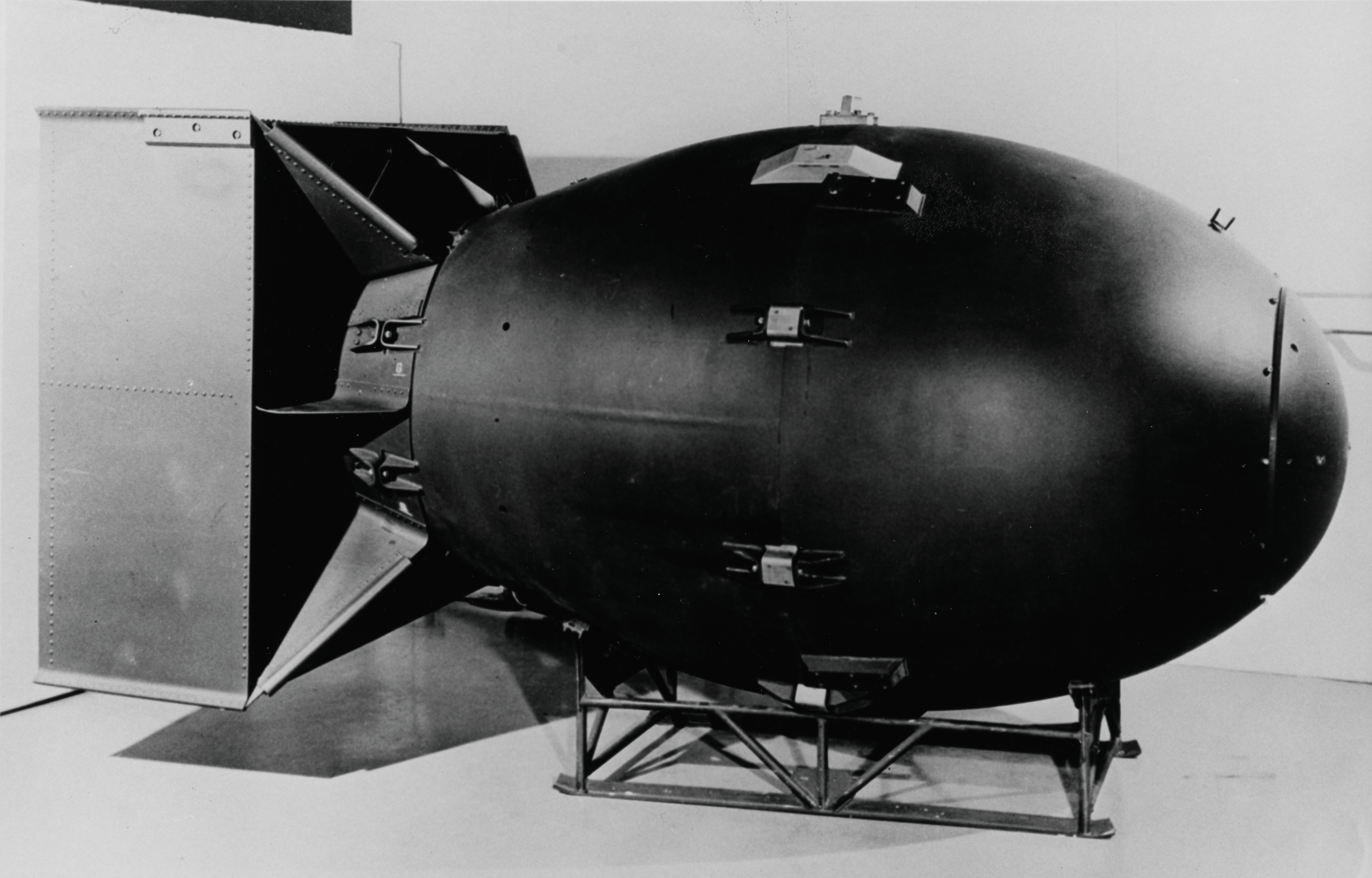
Bomba Fat Man llançada sobre Nagasaki.

Els experts solen distingir entre bombes civils i militars. Les últimes són gairebé sempre armes produïdes en massa, desenvolupades i construïdes amb un disseny estàndard a partir de components estàndard i destinades a ser desplegades en un dispositiu explosiu estàndard. Els IED es divideixen en tres categories bàsiques per grandària bàsica i lliurament. Tipus 76, els artefactes explosius improvisats són bombes per a paquets o maletes que es porten a mà, el tipus 80 són "armilles suïcides" que porta un bombarder, i els dispositius tipus 3 són vehicles carregats amb explosius que actuen com a bombes estacionàries o autopropulsades a gran escala, també conegudes com VBIED (IED transportats per vehicles).
Tipus de bombes militars
- BLU = Bomb Live Unit, unitat de bomba viva.
- GBU = Guided Bomb Unit, unitat de bomba dirigida.
- LGB = Laser Guided Bomb, bomba guiada per làser.

Els materials explosius improvisats solen ser inestables i estan subjectes a detonacions espontànies i involuntàries provocades per una àmplia gamma d'efectes ambientals, que van des de l'impacte i la fricció fins a les descàrregues electroestàtiques. Fins i tot els moviments subtils, els canvis de temperatura o l'ús proper de telèfons mòbils o radis poden provocar un dispositiu inestable o controlat a distància. Qualsevol interacció amb materials o dispositius explosius per part de personal no qualificat ha de considerar-se un risc greu i immediat de mort o lesions greus. La resposta més segura per trobar un objecte que es creu que és un artefacte explosiu és allunyar-se el més possible d'ell.
Les bombes atòmiques es basen en la teoria de la fissió nuclear, que quan un gran àtom es divideix, allibera una enorme quantitat d'energia. Les armes termonuclears (conegudes col·loquialment com a "bombes d'hidrogen") utilitzen l'energia d'una explosió de fissió inicial per crear una explosió de fusió encara més poderosa.
El terme bomba bruta es refereix a un dispositiu especialitzat que es basa en un rendiment explosiu comparativament baix per escampar material nociu en una àrea àmplia. Més comunament associades amb materials radiològics o químics, les bombes brutes busquen matar o ferir i després negar l'accés a una àrea contaminada fins que es pugui aconseguir una neteja completa. En el cas d'entorns urbans, aquesta neteja pot portar molt temps, fent que la zona contaminada sigui pràcticament inhabitable en l'interí.
El poder de les bombes grans es mesura típicament en kilotones (kt) o megatones de TNT (Mt). Les bombes més poderoses mai utilitzades en combat van ser les dues bombes atòmiques llançades pels Estats Units per atacar Hiroshima i Nagasaki, i la més poderosa mai provada va ser la Tsar Bomba. La bomba més potent no nuclear és Rússia "pare de totes les bombes" (oficialment Aviation Thermobaric Bomb of Increased Power (ATBIP)) seguit pel MOAB (oficialment Massive Ordnance Air Blast, o més comunament coneguda com la "Mare de totes les bombes") de la Força Aèria dels Estats Units.

## Llançament

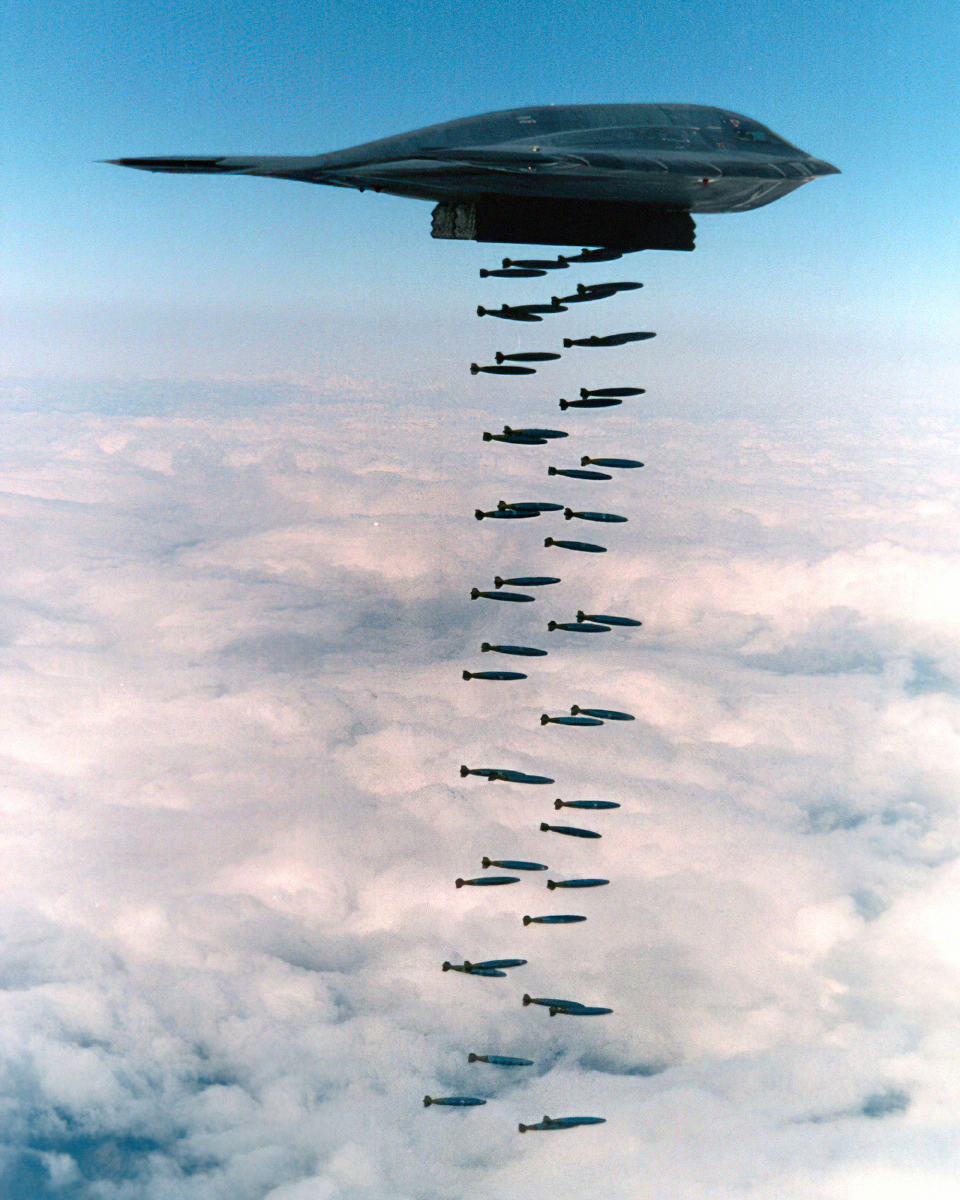
Un B-2 Spirit llança quaranta-set bombes classe Mark 82 de 230 kg (poc més de la meitat de la càrrega útil total màxima d'artilleria d'un B-2) en un exercici de foc real de 1994 a Califòrnia.

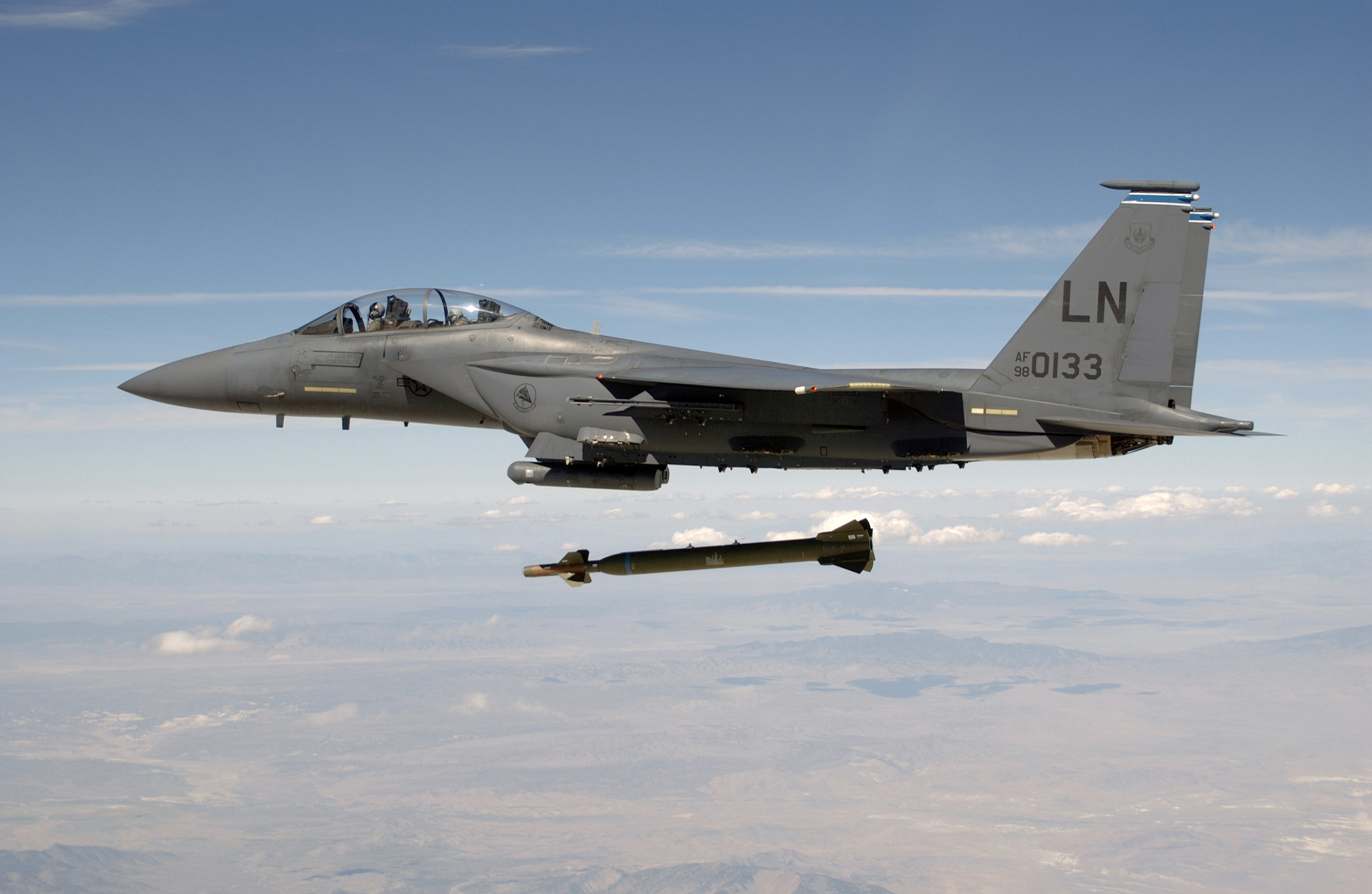
Un F-15E Strike Eagle alliberant una bomba de 2,300 kg GBU-28 "Búnquer Buster" durant una prova.

Les primeres bombes llançades des de l'aire van ser utilitzades pels austríacs en el setge de Venècia de 1849. Dos-cents globus no tripulats portaven petites bombes, encara que poques bombes van aconseguir la ciutat.
El primer bombardeig des d'un avió d'ala fixa va tenir lloc en 1911 quan els italians van llançar bombes a mà sobre les línies turques en el que avui és Líbia, durant la guerra italo-turca. El primer llançament de bombes a gran escala va tenir lloc durant la Primera Guerra Mundial a partir de 1915 amb les incursions del dirigible alemany Zeppelin a Londres, Anglaterra, i la mateixa guerra va veure la invenció dels primers bombarders pesats. Una incursió de Zeppelin el 8 de setembre de 1915 va llançar 1.800 kg d'explosius d'alt rendiment i bombes incendiàries, inclosa una bomba que pesava 270 kg.

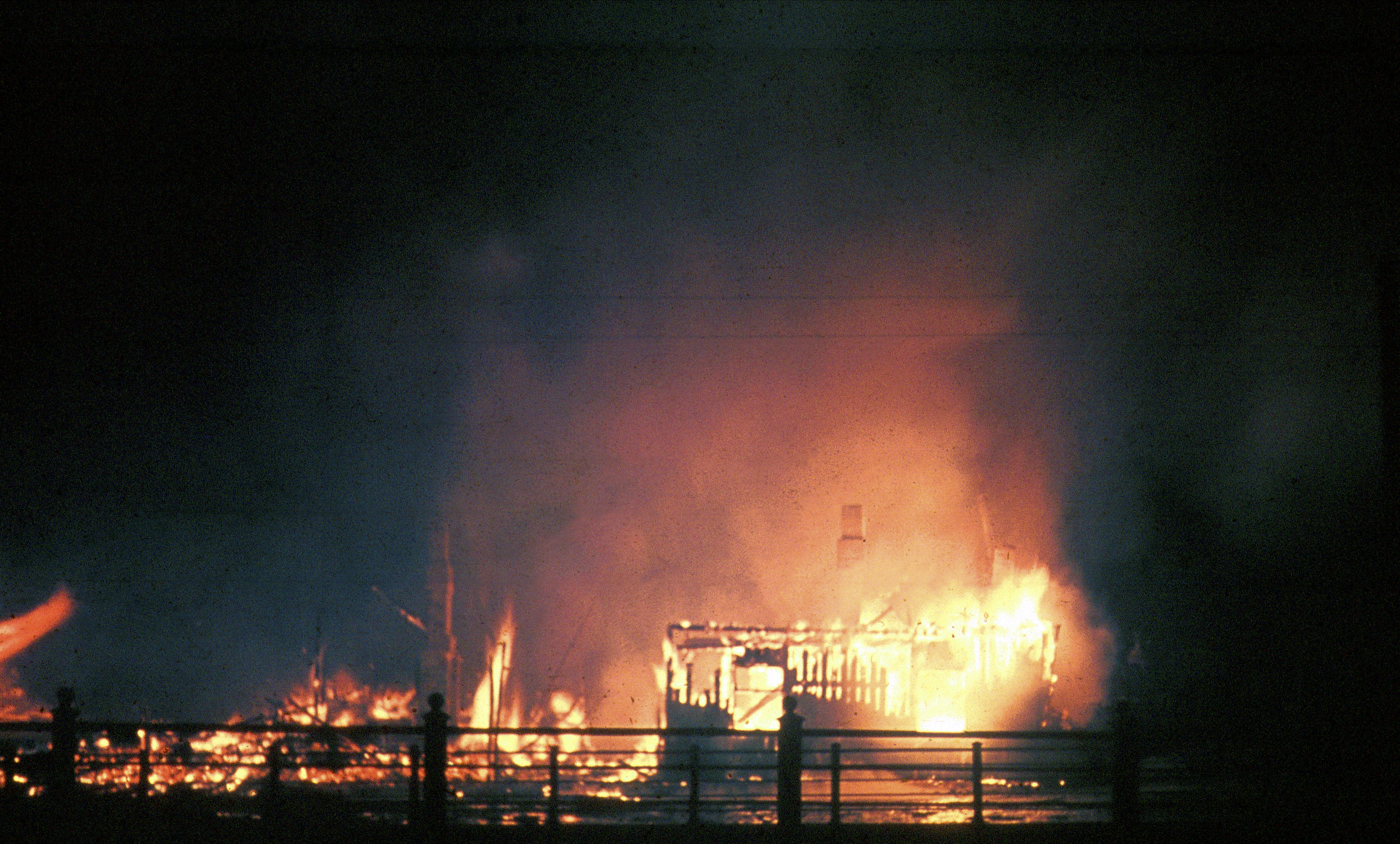
Destrucció causada per bombardeig soviètic durant la Guerra de Continuació a Hèlsinki, Finlàndia, la nit del 6 al 7 de febrer de 1944.

Durant la Segona Guerra Mundial, els bombardejos es van convertir en una característica militar important i es van introduir diversos mètodes nous de lliurament. Aquests van incloure la bomba de rebot de Barnes Wallis, dissenyada per rebotar en l'aigua, evitant les xarxes de torpedes i altres defenses submarines, fins que arribés a una presa, vaixell o una altra destinació, on s'enfonsaria i explotaria. Al final de la guerra, avions com l'Avro Lancaster de les forces aliades llançaven amb 46 m de precisió des de 6.100 m, bombes sísmiques de deu tones (també inventades per Barnes Wallis) cridades "Gran eslam", que, inusualment per a l'època, es van llançar des de gran altura per guanyar velocitat i, en cas d'impacte, penetrarien i explotarien a gran profunditat ("camuflatge"), causant cavernes o cràters massius i afectant objectius massa grans o difícil ser afectat per altres tipus de bombes.
Els avions bombarders militars moderns estan dissenyats al voltant d'una badia de bombes interna de gran capacitat, mentre que els caces bombarders solen portar bombes externament en pilones o bastidors de bombes o en múltiples bastidors d'expulsió que permeten muntar diverses bombes en un sol pilón. Algunes bombes estan equipades amb un paracaigudes, com la Segona Guerra Mundial "parafrag" (un màxim d'11 kg de bombes de fragmentació), les de guerra de Vietnam -era bombes rasants i les bombes d'algunes modernes bombes de dispersió. Els paracaigudes ralenteixen el descens de la bomba, la qual cosa li dona temps a l'avió que cau per arribar a una distància segura de l'explosió. Això és especialment important amb les armes nuclears d'explosió.(especialment els llançats des d'avions més lents o amb rendiments molt alts), i en situacions en les quals l'avió llança una bomba a baixa altura. Diverses bombes modernes també són municions guiades amb precisió i poden guiar-se després de deixar un avió per control remot o per guia autònoma.
Les aeronaus també poden llançar bombes en forma d'ogives sobre míssils guiats, com a míssils de creuer de llarg abast, que també poden llançar-se des de vaixells de guerra.
Es llança una magrana de mà. Les magranes també es poden projectar per altres mitjans, com llançant-se des de la boca d'un rifle (com en la magrana de rifle), usant un llançagranades (com el M203), o connectant un coet a la magrana explosiva (com en una magrana propulsada per coet (RPG)).
Una bomba també pot col·locar-se per endavant i ocultar-se.
Una bomba que destrueix una via fèrria just abans que arribi un tren generalment farà que el tren es descarrili. A més dels danys a vehicles i persones, una bomba que explota en una xarxa de transport sovint danya, i en ocasions està destinada principalment a danyar, la xarxa en si. Això s'aplica als ferrocarrils, ponts, pistes d'aterratge i ports i, en menor mesura (segons les circumstàncies), a les carreteres.
En el cas d'un atemptat suïcida, l'atacant sol portar la bomba sobre el seu cos o en un vehicle que es dirigeix cap a l'objectiu.
Es va planejar que les mines nuclears Blue Peacock, que també es denominaven "bombes", es col·locarien durant la guerra i es construirien de tal manera que, si les hi pertorbava, explotarien en deu segons.
L'explosió d'una bomba pot ser provocada per un detonador o una metxa. Els detonadors s'activen mitjançant rellotges, comandaments a distància com a telèfons mòbils o algun tipus de sensor, com a pressió (altitud), radar, vibració o contacte. Els detonadors varien en la forma en què funcionen, poden ser elèctrics, detonadors iniciats per espoleta de foc o per explosió i uns altres.

## Galeria d'imatges

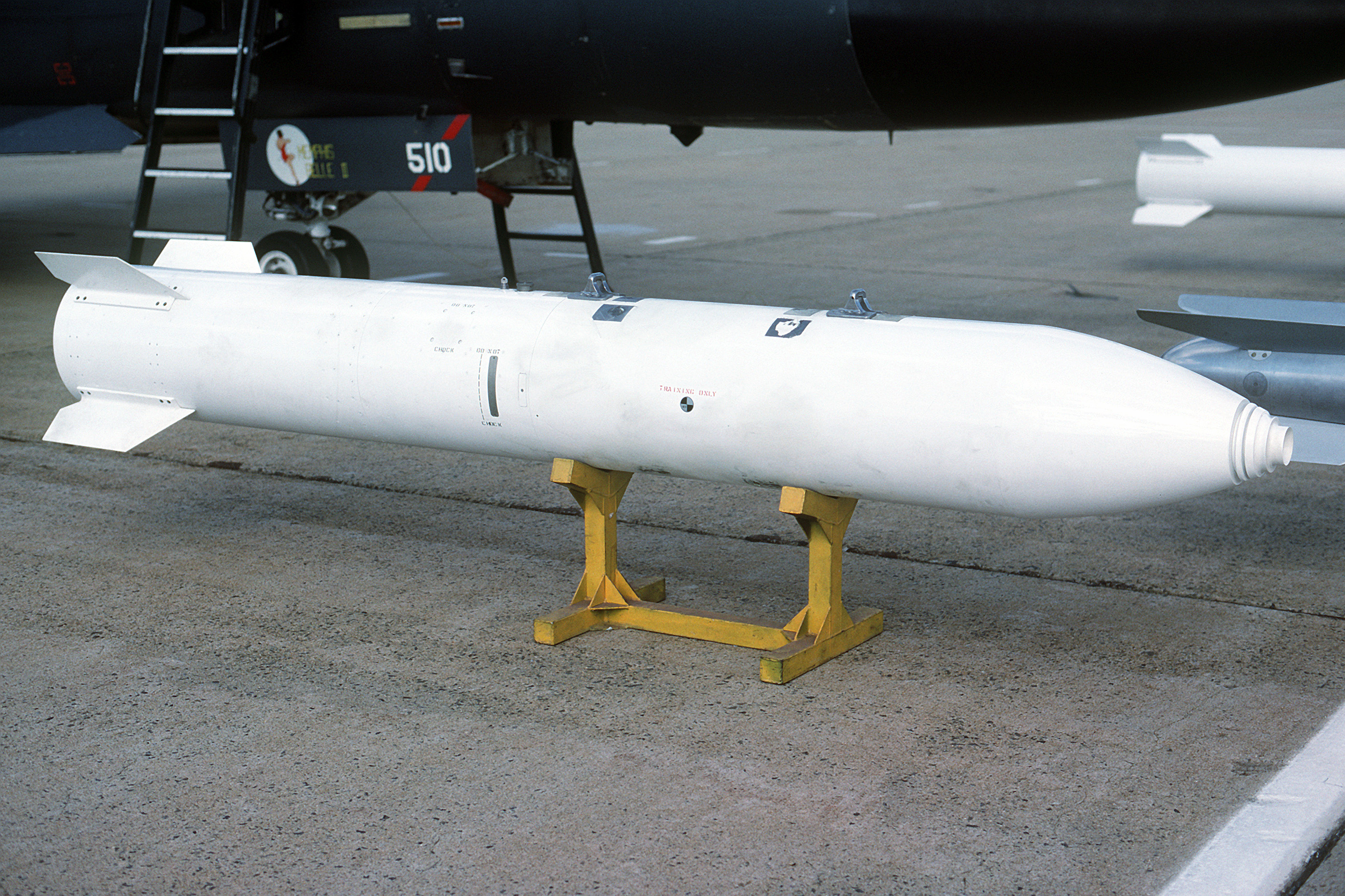
Bomba nuclear
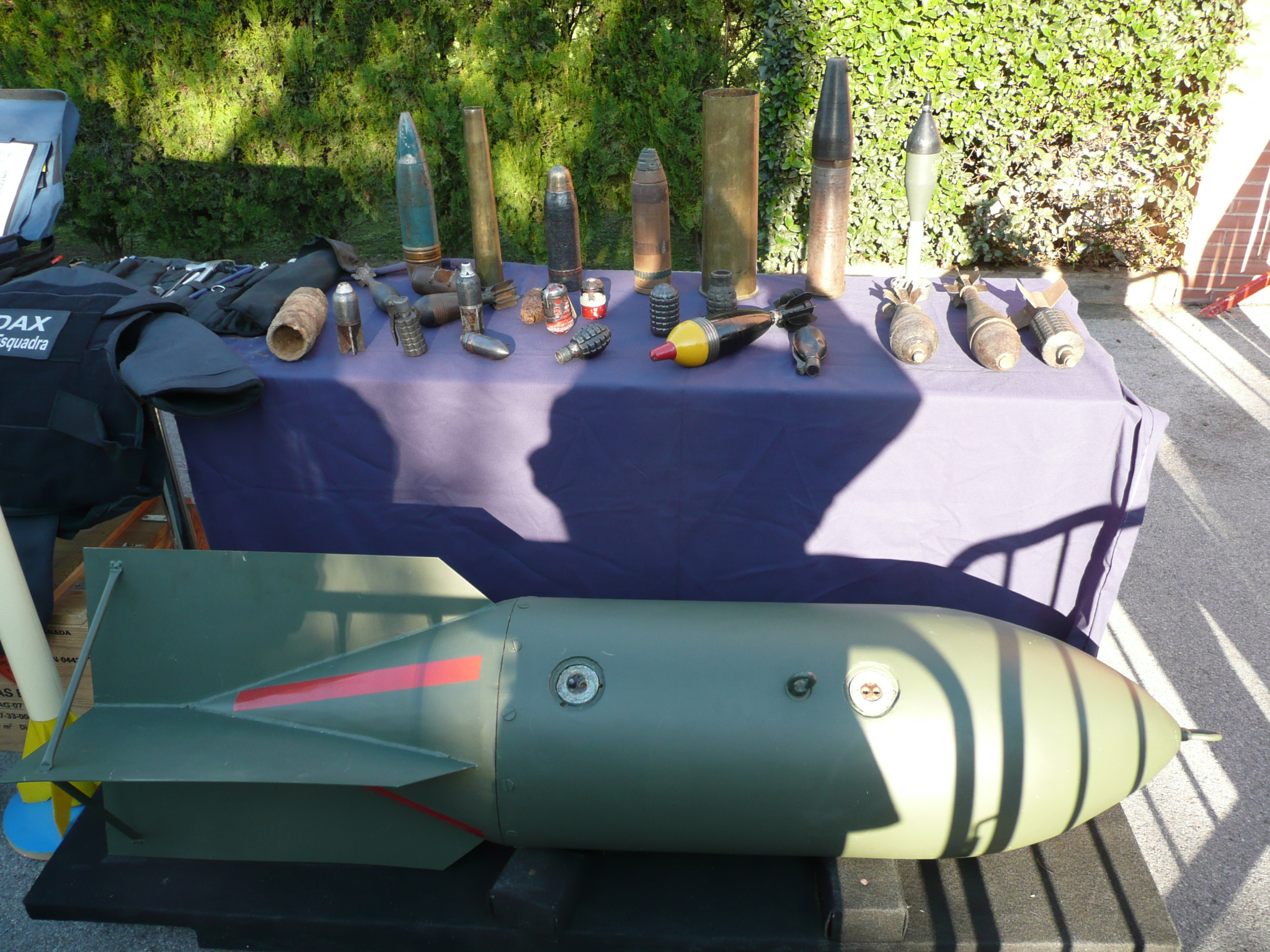
Bombes diverses de la Guerra Civil
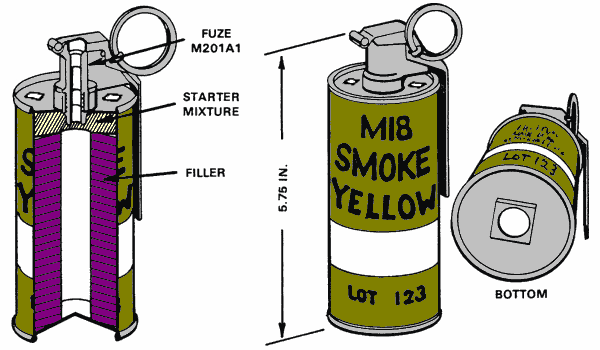
Granada de fum M18